# Prosopocera flavoides
Prosopocera flavoides är en skalbaggsart som beskrevs av Teocchi 1990. Prosopocera flavoides ingår i släktet Prosopocera och familjen långhorningar. Inga underarter finns listade i Catalogue of Life.